# Simetria molecular

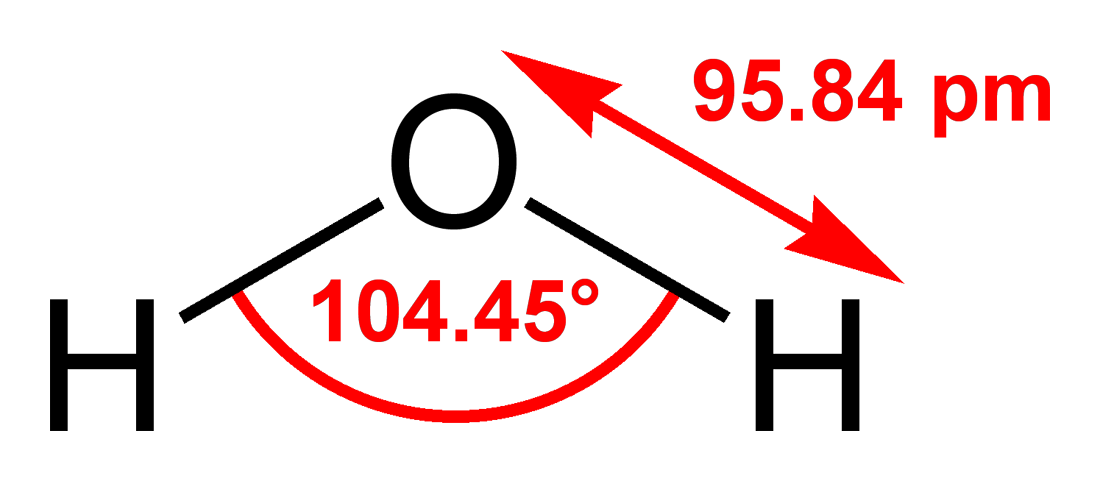
Aigua

En química, la simetria molecular descriu la simetria de les molècules i utilitza aquest criteri per a la seua classificació. La simetria molecular és un concepte fonamental en química, ja que moltes de les propietats químiques d'una molècula, com el seu moment dipolar o les transicions espectroscòpiques permeses (basades en regles de selecció com la regla de Laporte) poden predir-se o ser explicades a partir de la simetria de la molècula.
Encara que existesquin diversos marcs teòrics en els quals la simetria molecular pot estudiar-se, la teoria de grups és el principal marc. Existeixen moltes tècniques per establir empíricament la simetria molecular, incloent la difracció de raigs X i diverses formes d'espectroscopia.

## Elements de simetria
La simetria d'una molècula pot descriure's segons cinc tipus d'elements de simetria: 
- L'eix de simetria (Cn) és un eix al voltant del qual una rotació per {\displaystyle {\tfrac {360^{\circ }}{n}}} resulta en una molècula indistingible de l'original. El C₂ en l'aigua i el C₃ en l'amoníac són dos exemples. Una molècula pot tenir diversos eixos de simetria. Aquell amb un n més alt es denomina eix principal, i se li assigna l'eix z en el sistema de coordenades cartesià.
- El pla de simetria o pla especular (σ) és un pla de reflexió a través del qual s'obté una còpia idèntica a la molècula original. L'aigua en té dos: un al pla de la mateixa molècula i l'altre perpendicular a aquest. Un pla de simetria pot identificar-se també per la seua orientació cartesiana: (xz) o (yz).
- El centre de simetria (i) és aquell pel qual, per a qualsevol àtom en la molècula, existeix un àtom idèntic diametralment oposat.
- L'eix de rotació-reflexió (Sn) és un eix al voltant del qual, una rotació per {\displaystyle {\tfrac {360^{\circ }}{n}}}, seguida d'una reflexió en el pla perpendicular a aquest, deixa la molècula sense canvis.
- La identitat (E) no consisteix en cap canvi. Tota molècula té aquest element, i tot i semblar físicament trivial, la seua consideració és bàsica per a la teoria de grups.

### Operacions
Una operació de simetria és un moviment d'un cos de tal manera que rere el moviment s'obtenen punts equivalents o iguales als que hi havia abans del movimento. Els cinc elements de simetria tenen associats cinc operacions de simetria. Així, Ĉn és la rotació d'una molècula al voltant d'un eix i Ê és l'operació d'identitat. Un element de simetria pot tenir més d'una operació de simetria associada. Com que C1 és equivalent a E, S1 a σ i S₂ a i, totes les operacions de simetria poden classificar-se com a rotacions pròpies o impròpies.

## Grups puntuals
Vegeu també: Grup de simetria
Un grup puntual és un conjunt d'operacions de simetria que formen un grup matemàtic per al qual excepte un punt segueix fix sota totes les operacions del grup. En tres dimensions hi ha 32 grups, 30 dels quals són rellevants en química.

### Teoria de grups
Un grup es forma a partir d'un conjunt d'operacions de simetria quan: 
- El resultat de l'aplicació consecutiva de dues operacions qualsevulles és també un membre del grup (tancament)
- L'aplicació de les operacions és associativa: A(BC) = AB(C)
- El grup conté l'operació d'identitat (E) tal que AE = EA = A per a qualsevol operació A al grup.
- Per a tota operació A el grup, existeix un element invers A-1 al grup per al qual AA-1 = A-1A = E

L'ordre d'un grup és el nombre d'operacions de simetria per a tal grup.
Per exemple, el grup puntual per a la molècula d'aigua és C2v, amb les operacions de simetria E, C₂, σv i σv'. El seu ordre és, per tant, 4. Cada operació és la seua pròpia inversa. Com a exemple de tancament, una rotació C₂ seguida d'una reflexió σv és una operació de simetria σv':
C₂*σv = σv'

### Representacions
Les operacions de simetria poden representar-se de moltes maneres. Una representació convenient és per matrius, on la composició d'operacions correspon a la multiplicació de matrius. A l'exemple C2v:
{\displaystyle \underbrace {\begin{vmatrix}-1&0&0\\0&-1&0\\0&0&1\\\end{vmatrix}} _{C_{2}}*\underbrace {\begin{vmatrix}1&0&0\\0&-1&0\\0&0&1\\\end{vmatrix}} _{\sigma _{v}}=\underbrace {\begin{vmatrix}-1&0&0\\0&1&0\\0&0&1\\\end{vmatrix}} _{\sigma '_{v}}}
Tot i existir un nombre infinit d'aquestes representacions, normalment s'utilitzen les representacions irreductibles, ja que les altres representacions del grup poden descriure's com a combinacions lineals de les representacions irreductibles.

## Taules de caràcters
Per a cada grup puntual, una taula de caràcters resumeix la informació sobre les seues operacions de simetria i sobre les seues representacions. Donat que sempre existeix un nombre idèntic de representacions de simetria i de classes d'operacions de simetria, les taules són quadrades.
La taula consisteix en una sèrie de caràcters que representen com una representació impossible de reduir que es transforma quan s'aplica una certa operació de simetria. Qualsevol operació de simetria aplicada a una molècula en el seu grup puntual la deixarà sense cap canvi. Quan actua sobre una entitat general, como un vector espacial o un orbital, aquest no ha de ser el cas necessàriament. El vector pot canviar de signe o direcció, i l'orbital pot canviar de tipus. Per a grups puntuals simples, els valors són 1 o −1: 1 significa que el signe o fase del vector o orbital no canvia sota l'operació de simetria (és simètric), i −1 denota un canvi de signe (asimètric).
Les representacions s'anomenen segons un conjunt de convencions: 
- A, quan la rotació al voltant de l'eix principal és simètrica.
- B, quan la rotació al voltant de l'eix principal és asimètrica.
- E i T són representacions doblement i triplement degenerades respectivament.
- Quan el grup puntual té un centre d'inversió, el subíndex 'g'(de l'alemany gerade or even) no senyala cap canvi en el signe, i el subíndex 'u' (ungerade o uneven) un canvi en el signe, en relació amb la inversió.
- Amb els grups puntuals C∞v i D∞h els símbols es prenen de la descripció del moment angular: Σ, Π, Δ.

Les taules recullen també informació sobre com els vectors cartesians de base, les rotacions al voltant d'aquestos i les funcions quadràtiques d'aquests mateixos també, transformen mitjançant la simetria operacions del grup, fixant-se en el fet que la irreductible representació es transforma de la mateixa manera. Aquestes indicacions normalment apareixen a la part dreta de les taules. Aquesta informació és important, ja que orbitals químicament importants (en particular, els orbitals p i d) tenen les mateixes simetries que aquestes entitats.
La taula de caràcter per al grup de simetria puntual C2v és:
| C2v | E | C₂ | σv(xz) | σv'(yz) |       |            |
| --- | - | -- | ------ | ------- | ----- | ---------- |
| A1  | 1 | 1  | 1      | 1       | z     | x², y², z² |
| A₂  | 1 | 1  | −1     | −1      | Rz    | xy         |
| B1  | 1 | −1 | 1      | −1      | x, Ry | xz         |
| B₂  | 1 | −1 | −1     | 1       | y, Rx | yz         |

A l'exemple C2v, considerem els orbitals atòmics de l'aigua: el 2px està orientat perpendicularment al pla de la molècula i canvia de signe amb una operació C₂ i σv'(yz), però no canvia amb les altres dues operacions. Aquest conjunt de caràcters de l'orbital és, por tant, {1, −1, 1, −1}, corresponent a la representació irreductible B1. De la mateixa manera, s'entén que l'orbital 2pz té la simetria de la representació irreductible A1, 2py B₂, i l'oribital 3dxy A₂.

## Història
Hans Bethe utilitzà els caràcters de les operacions de grups puntuals al seu estudi de la teoria del camp del lligant l'any 1929. Eugene Wigner utilitzà la teoria de grups per a explicar la vibració molecular. La primera taula de caràcters fou compilada per László Tisza l'any 1933 en el context dels espectres de vibracions. E. Bright Wilson els utilitzà l'any 1934 per predir la simetria de maneres normals. El conjunt complet de los 32 grups puntuals fou publicat l'any 1936 per Rosenthal i Murphy.